# Souf (chanteur)
Pour les articles homonymes, voir Souf.
Souf, de son vrai nom Soufiene Nouhi, est un chanteur, musicien et acteur français d’origine maroco-algérienne, né le 27 janvier 1990 à Nancy. Il a été découvert sur Internet en 2012.

## Biographie
Né à Nancy d'un père marocain et d'une mère algérienne, Souf découvre la musique dès son plus jeune âge puisqu'il intègre le Conservatoire national de musique de Nancy à l'âge de 6 ans. Il apprend les percussions, l'Alto,le solfège et le chant choral pendant 10 ans. Plus tard il apprendra seul la guitare et le piano grâce à des tutos sur internet. En parallèle de sa formation classique au Conservatoire, il grandit en écoutant du Cheb Mami en passant par Tracy Chapman ou encore Cat Stevens, il avoue son amour inconditionnel pour le rnb qu'il découvre pendant son adolescence.
Le phénomène parvient jusqu'à Maître Gims qui, séduit par l'audace et le talent du jeune homme, décide de le prendre sous son aile. Il l'invite à rejoindre son écurie, Monstre Marin Corporation en novembre 2014. Leur association est scellée par la publication d'un premier single en février 2016, Mi Amor, certifié single d'or par la SNEP, parfaitement dans l'air du temps, puisqu'il associe le R'n'B auquel il s'est formé et le latino. Souf révèle qu'il a composé le titre Mi Amor tard la nuit après l'appel d'une amie « j'étais au téléphone avec elle et c'est elle qui me dit au détour d'une conversation que je devrais faire un morceau avec Mi Amor dedans… Au moment où elle m'a dit cela le refrain est apparu comme une évidence dans ma tête.
Je commençais a chanter au téléphone à 3h du matin dans mon lit, je me suis dépêché d'allumer mon piano et mon ordinateur pour commencer à travailler sur l'instru... 1h après le morceau était né ».  
Il sort un deuxième single Mea Culpa puis un premier album intitulé Alchimie en juin 2016.
En octobre 2016, il participe au concert de la tolérance à Agadir au Maroc et se produit devant plus de 100 000 personnes.
Le 30 novembre, il assure la première partie de Gims en première partie à l'AccorHotels Arena.
Le 7 avril 2021, Souf sort le single Fiancer, premier extrait de son deuxième album.
Le 16 décembre 2022, il dévoile son 2e album Souf dans lequel se trouve les singles Ma Reine ainsi que Mektoub.
Le 04 octobre 2024, Souf dévoile son troisième album qu'il nomme Sentiments.